# Ceroctis madibirensis
Ceroctis madibirensis là một loài bọ cánh cứng trong họ Meloidae. Loài này được Borchmann miêu tả khoa học năm 1911.